# 橋場駅
橋場駅（はしばえき）は、岩手県岩手郡雫石町橋場にある、鉄道省橋場線の終着駅。現在の田沢湖線赤渕駅の北西約1kmに所在する。
太平洋戦争中に不要不急線に指定され休止となり、以後も正式に廃止されないまま放置されている。
所在地である雫石町の広報でも休止前の年表が確認できるが、休止後の詳細は書かれていない。

## 駅構造
2面2線のホームを持つ地上駅であり、ホームにたどり着くには階段をのぼる必要があったことが遺構から確認できる。
駅周辺には当時の痕跡が多く残っている。ホーム周辺には当時使用されていた転車台の遺構と思われる人工的なコンクリート製の円形構造物があり、毎年の豪雪による雪解け水の影響で現在は大きな池と化している。

## 歴史

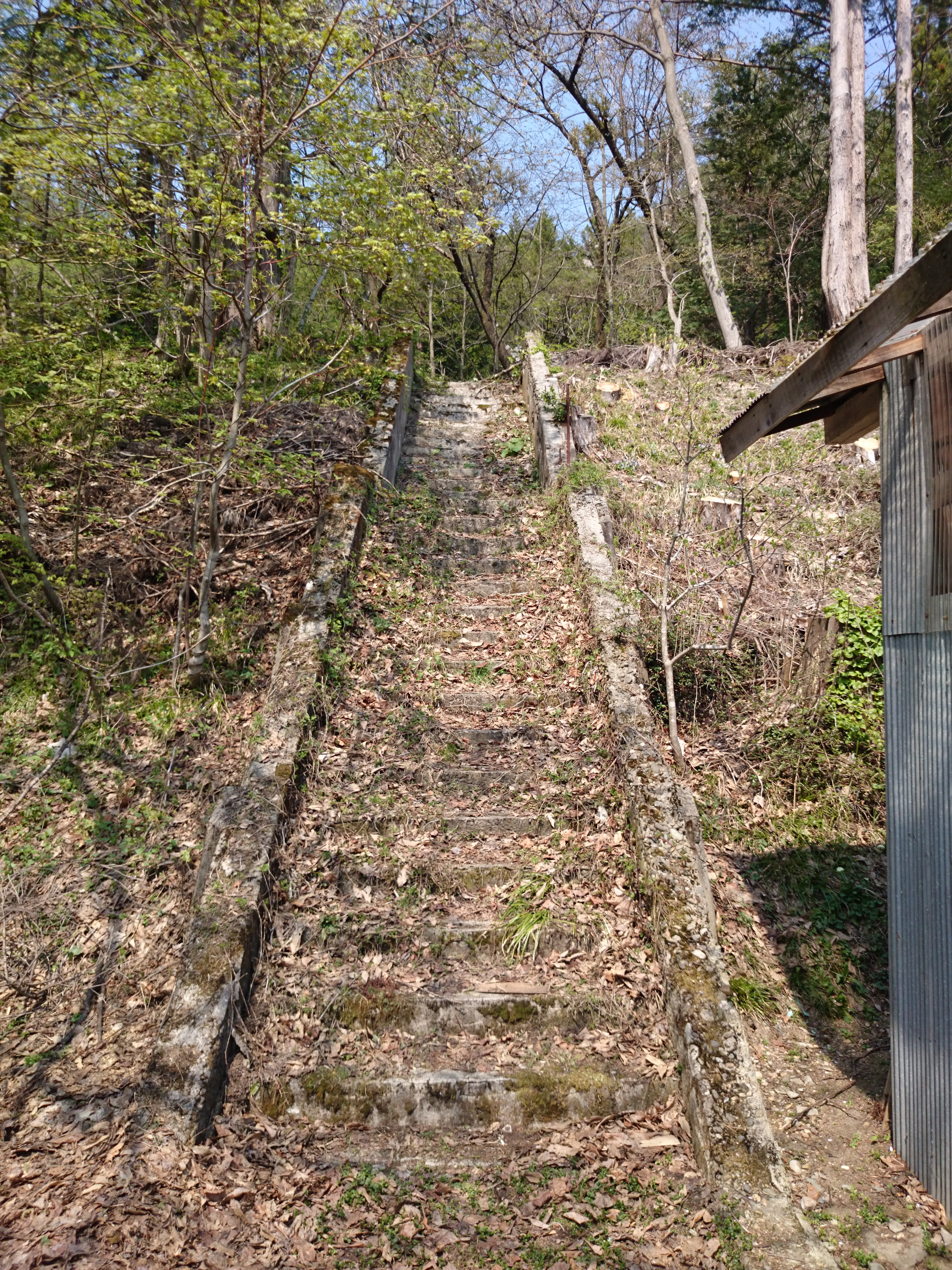
ホーム遺構に続く階段

元々橋場駅は、盛岡駅から生保内駅（現在の田沢湖駅）を経由して大曲駅に至る路線の途中駅として計画された駅である。1922年には「橋場線」として盛岡駅から橋場駅までが開業（大曲からも生保内まで「生保内線」が開業）し、橋場駅は橋場線の仮の終着駅として設置された。

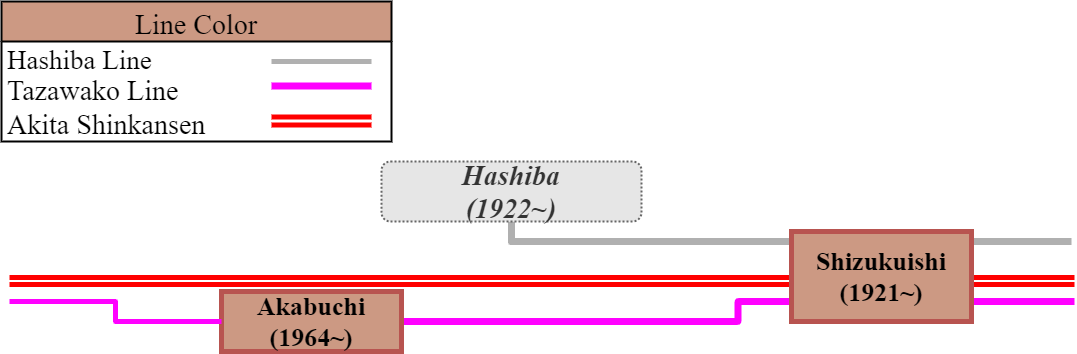
鉄道省橋場線　橋場駅の周辺図

しかし、太平洋戦争中の1944年からは不要不急線として雫石駅 - 橋場駅間および橋場駅は休止され、両駅間の線路は撤去された。
戦後に橋場 - 生保内間の建設が「生橋線」として再び計画された際、建設ルートが当駅経由のルートから、現在の赤渕駅付近より当初ルートを南方へ大きく外れて田沢湖方面に直進する新ルート（現在の田沢湖線のルート）へと変更された。これらの理由のため、当初ルートと新ルートの分岐点付近に赤渕駅を設置した上で雫石駅 - 赤渕駅までが再開され、その後新ルートにより橋場線は「田沢湖線」として全線開業することとなった。
だが、「橋場線」や「生橋線」の路線名の由来にもなっていた当駅は再開されることなく、廃線と発表もされず、休止駅のままとなっている。なお、1987年の国鉄分割民営化の際に、当駅を含む橋場線雫石 - 橋場間は東日本旅客鉄道（JR東日本）への承継対象に含まれておらず、現行の『鉄道要覧』にも掲載がないため、遅くとも民営化以降は、現役路線としての法的根拠は存在せず、事実上の廃止状態となっている。
2021年（令和3年）7月26日には、JR東日本と秋田県との間で、赤渕駅 - 田沢湖駅間約15 kmの区間を対象として「秋田新幹線新仙岩トンネル整備計画の推進に関する覚書」が締結されたが、この中でも当駅及び橋場線については触れられていない。

### 年表
- 1922年（大正11年）7月15日 橋場軽便線（後の橋場線）の終着駅として開業[2]。
- 1923年（大正12年）9月1日 関東大震災の影響で、当駅 - 生保内駅の工事が中止[2]。
- 1944年（昭和19年）10月1日 太平洋戦争の影響により休止。雫石駅から当駅までの区間は、不要不急線に指定され線路が撤去、軍需用の鋼材資源として供出された[2]。
- 1964年（昭和39年）9月10日 休止中の区間（雫石駅 - 橋場駅）内に赤渕駅を新設した上で雫石駅 - 赤渕駅間が再開業。新ルートの制定により橋場駅は休止状態のまま放棄[2]。
- 1966年（昭和39年）9月10日 生保内線（大曲駅 - 生保内駅）、完成した生橋線（生保内 - 赤渕）が橋場線に編入され、田沢湖線に改称[2]。
- 1987年（昭和62年）4月1日 国鉄分割民営化により、田沢湖線のうち、大曲駅 - 盛岡駅間はJR東日本に承継。

## 現在のアクセスについて
橋場集落は国道46号沿い。上安栖公民館が国道沿いにあり、その20メートルほど裏側に駅の遺構が残っている。
雫石駅からタクシー、または、雫石町営あねっこバス（予約制）の御明神線を利用して「橋場」停留所にて下車、徒歩すぐ。
最寄り駅は赤渕駅だが、同駅からのアクセスは徒歩30分程度となる。

## 隣の駅
鉄道省
橋場線
雫石駅 - 橋場駅